# ライヴ・アット・ドニントン 1990
『ライヴ・アット・ドニントン 1990』（Live at Donington 1990）は、ホワイトスネイクが1990年に収録、2011年に発表したライブ・アルバムおよび映像作品。2枚組CD、DVD、スペシャル・エディション（DVD + 2CD）の形態でリリースされた。
ホワイトスネイクは、1989年11月に発表されたアルバム『スリップ・オブ・ザ・タング』に伴うワールド・ツアーの一環として、1990年8月18日にモンスターズ・オブ・ロックで7万人以上の観客を前に演奏しており、本作にはその模様が収録された。バンドの中心人物であるデイヴィッド・カヴァデールによれば、本DVDのリリースは、ホワイトスネイクの公式サイトを始めてから最も望まれてきたプロジェクトであったという。

## 演奏
収録曲のうち「アダージオ・フォー・ストラト」と「フライング・ダッチマン・ブギー」はエイドリアン・ヴァンデンバーグのギター・ソロをフィーチャーしたインストゥルメンタル。また、スティーヴ・ヴァイのギター・ソロをフィーチャーしたインストゥルメンタル「フォー・ザ・ラヴ・オブ・ゴッド」と「ジ・オーディエンス・イズ・リスニング」は、ヴァイが1990年に発表したアルバム『パッション・アンド・ウォーフェア』の収録曲。
「クライング・イン・ザ・レイン」は、トミー・アルドリッジのドラム・ソロを間に挟んだ演奏となっている。

## 収録曲
CDはディスク1（1. - 10.）とディスク2（11. - 17.）に分かれている。
1. スリップ・オブ・ザ・タング - Slip of the Tongue (David Coverdale, Adrian Vandenberg) - 6:52
2. スライド・イット・イン - Slide It In (D. Coverdale) - 5:02
3. ジャッジメント・デイ - Judgement Day (D. Coverdale, A. Vandenberg) - 5:55
4. スロー・アンド・イージー - Slow & Easy (D. Coverdale, Micky Moody) - 8:11
5. キトゥンズ・ガット・クロウズ - Kittens Got Claws (D. Coverdale, A. Vandenberg) - 4:58
6. アダージオ・フォー・ストラト - Adagio for Strato (A. Vandenberg) - 3:00
7. フライング・ダッチマン・ブギー - Flying Dutchman Boogie (A. Vandenberg) - 3:53
8. イズ・ディス・ラヴ - Is This Love (D. Coverdale, John Sykes) - 4:45
9. チープ・アンド・ナスティ - Cheap & Nasty (D. Coverdale, A. Vandenberg) - 4:20
10. クライング・イン・ザ・レイン - Crying in the Rain (D. Coverdale) - 13:27
11. フール・フォー・ユア・ラヴィング - Fool for Your Loving (D. Coverdale, Bernie Marsden, M. Moody) - 6:01
12. フォー・ザ・ラヴ・オブ・ゴッド - For the Love of God (Steve Vai) - 5:12
13. ジ・オーディエンス・イズ・リスニング - The Audience Is Listening (S. Vai) - 3:01
14. ヒア・アイ・ゴー・アゲイン - Here I Go Again (D. Coverdale, B. Marsden) - 5:42
15. バッド・ボーイズ - Bad Boys (D. Coverdale, J. Sykes) - 6:16
16. エイント・ノー・ラヴ・イン・ザ・ハート・オブ・ザ・シティ - Ain't No Love in the Heart of the City (Michael Price, Dan Walsh) - 8:26
17. スティル・オブ・ザ・ナイト - Still of the Night (D. Coverdale, J. Sykes) - 7:59

### DVD特典映像
1. ビハインド・ザ・シーン：メイキング・オブ・スリップ・オブ・ザ・タング - Behind the Scene
2. フォト・スライドショー - Slide Show

## 参加ミュージシャン
- デイヴィッド・カヴァデール - ボーカル
- スティーヴ・ヴァイ - ギター
- エイドリアン・ヴァンデンバーグ - ギター、キーボード
- ルディ・サーゾ - ベース
- トミー・アルドリッジ - ドラムス

サポート・メンバー
- リック・セラーテ - キーボード